# Toudgha Essoufla
Toudgha Essoufla  (in arabo تودغى  السفلى‎?) è un centro abitato e comune rurale del Marocco situato nella provincia di Tinghir, regione di Drâa-Tafilalet. Conta una popolazione di 15 347 abitanti (censimento 2014).